# NGC 4711
NGC 4711 este o galaxie spirală situată în constelația Câinii de Vânătoare. A fost descoperită în 1 mai 1785 de către William Herschel.